# ایستگاه متروی کاونت گاردن
ایستگاه متروی کاونت گاردن (انگلیسی: Covent Garden tube station) یکی از ایستگاه‌های متروی لندن است.
این ایستگاه که در کاونت گاردن، شهر وست‌مینستر قرار دارد در سال ۱۹۰۷ افتتاح شده و جزئی از خط پیکدیلی می‌باشد.

## نگارخانه

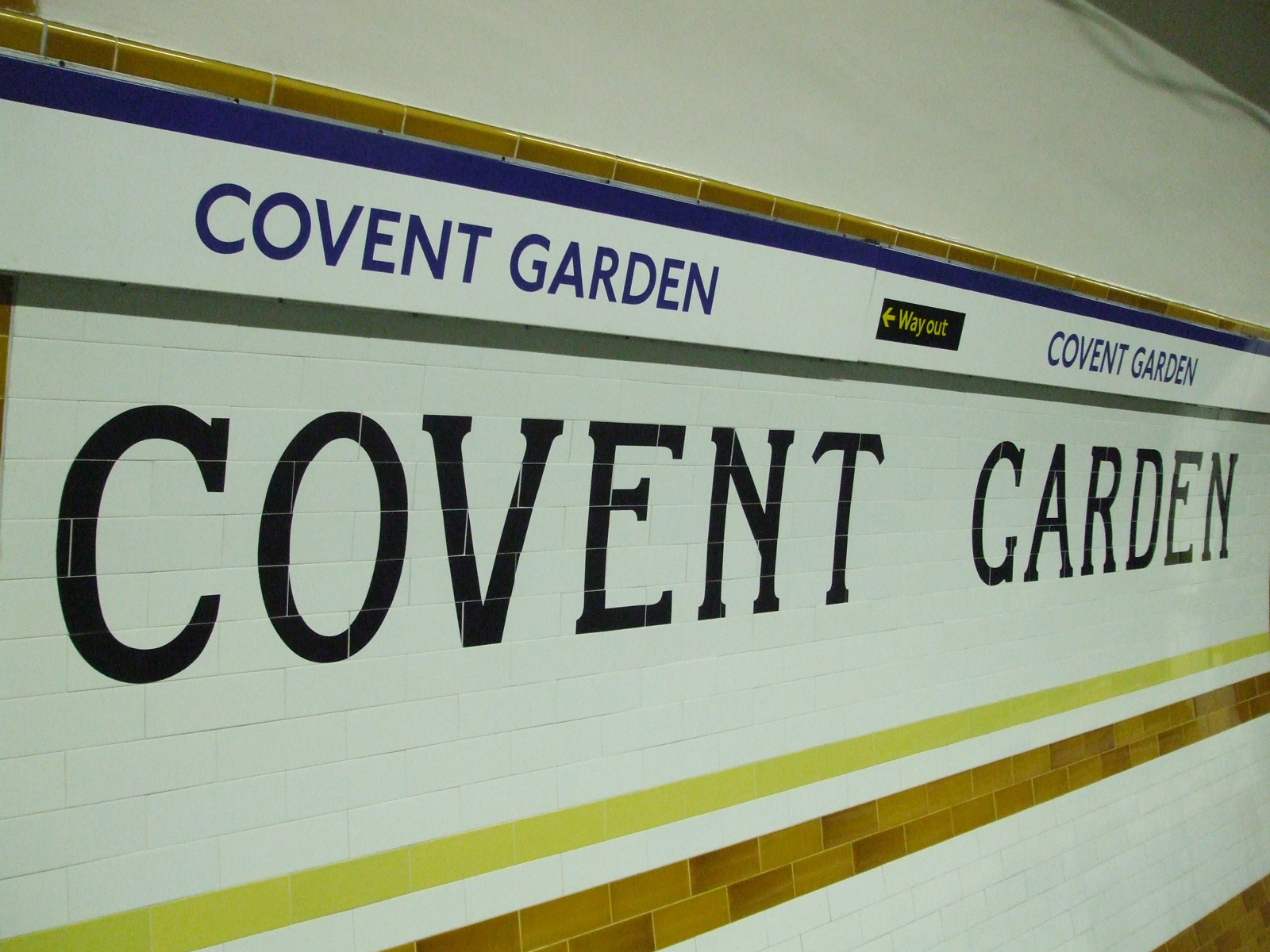
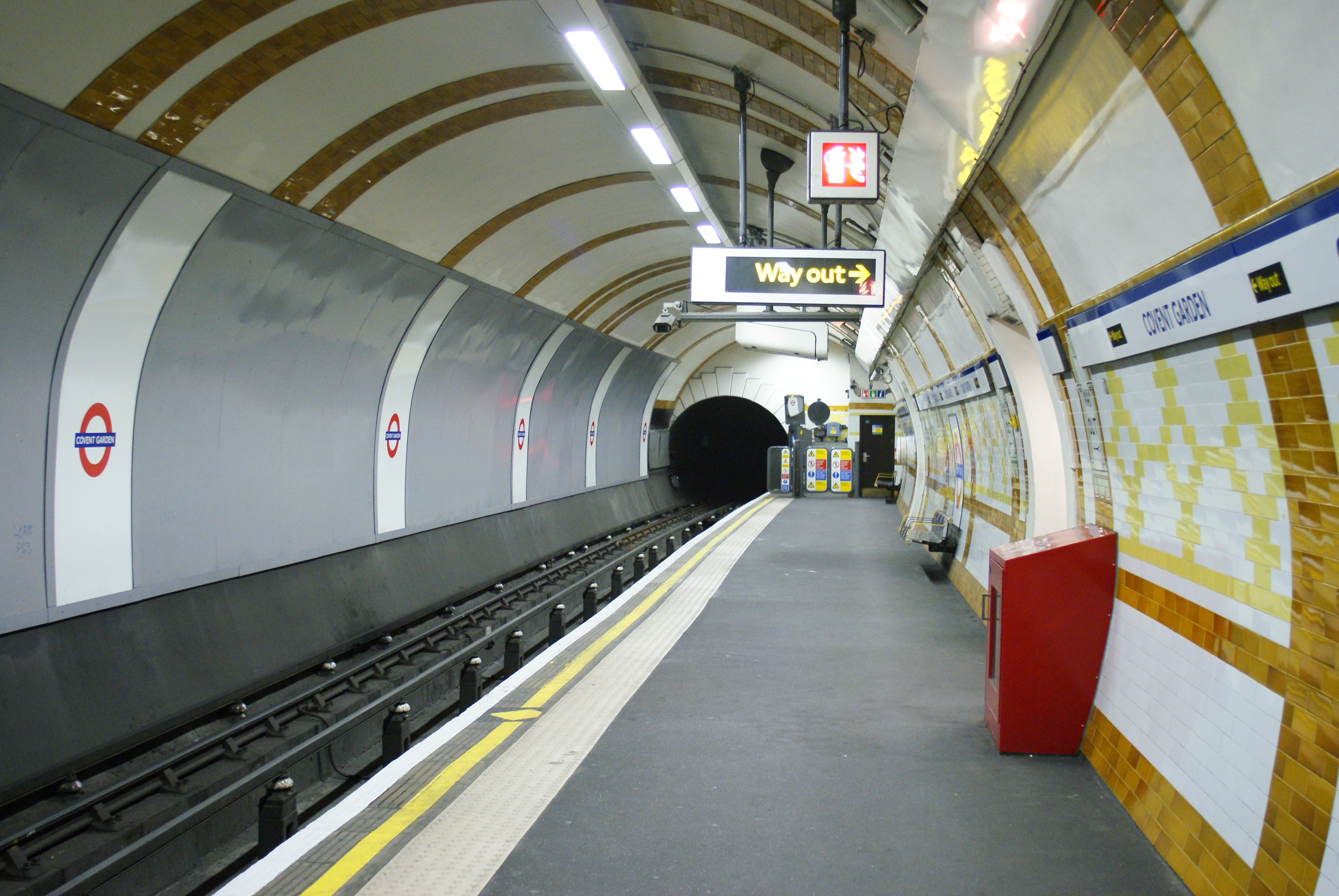
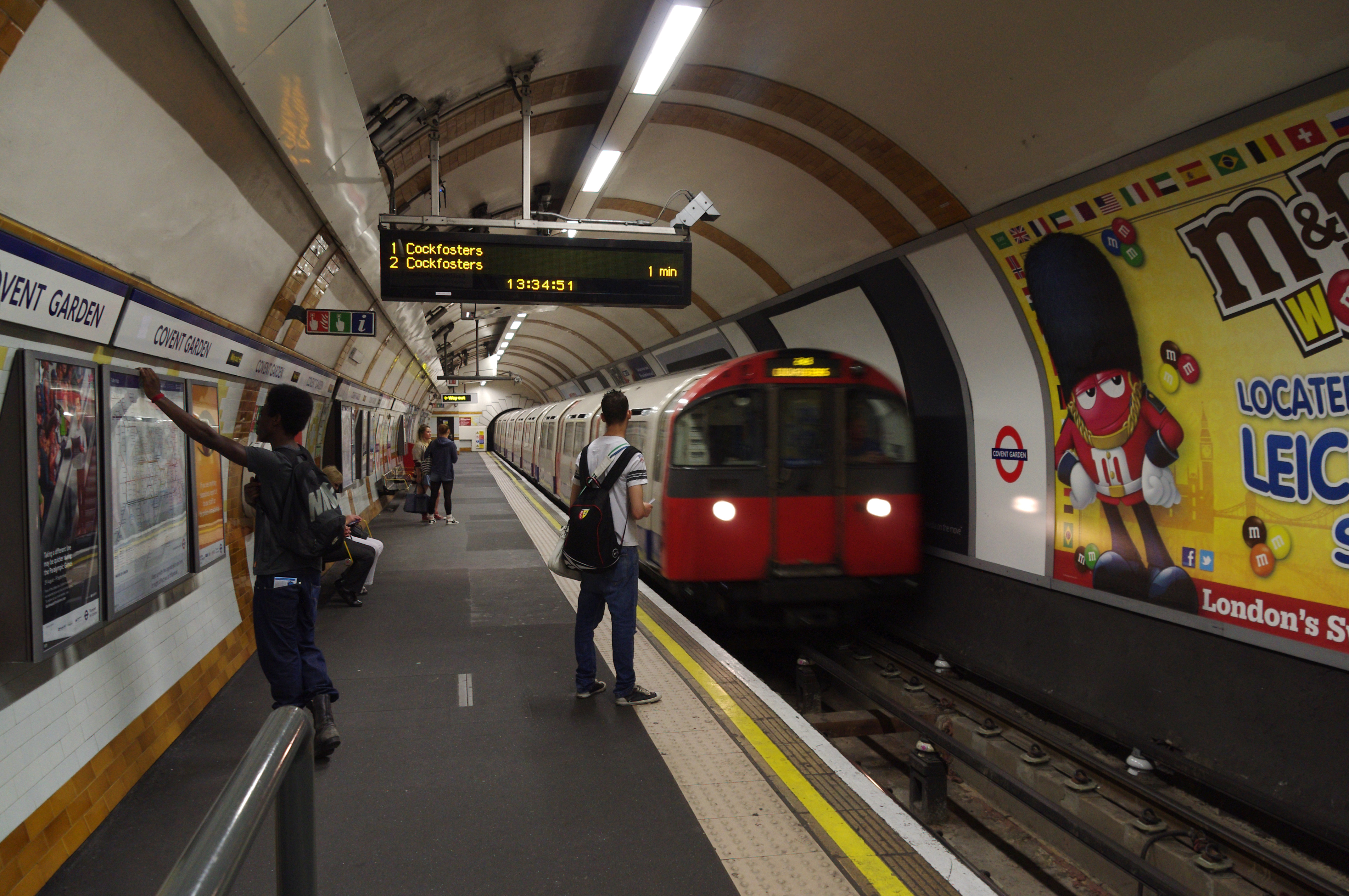
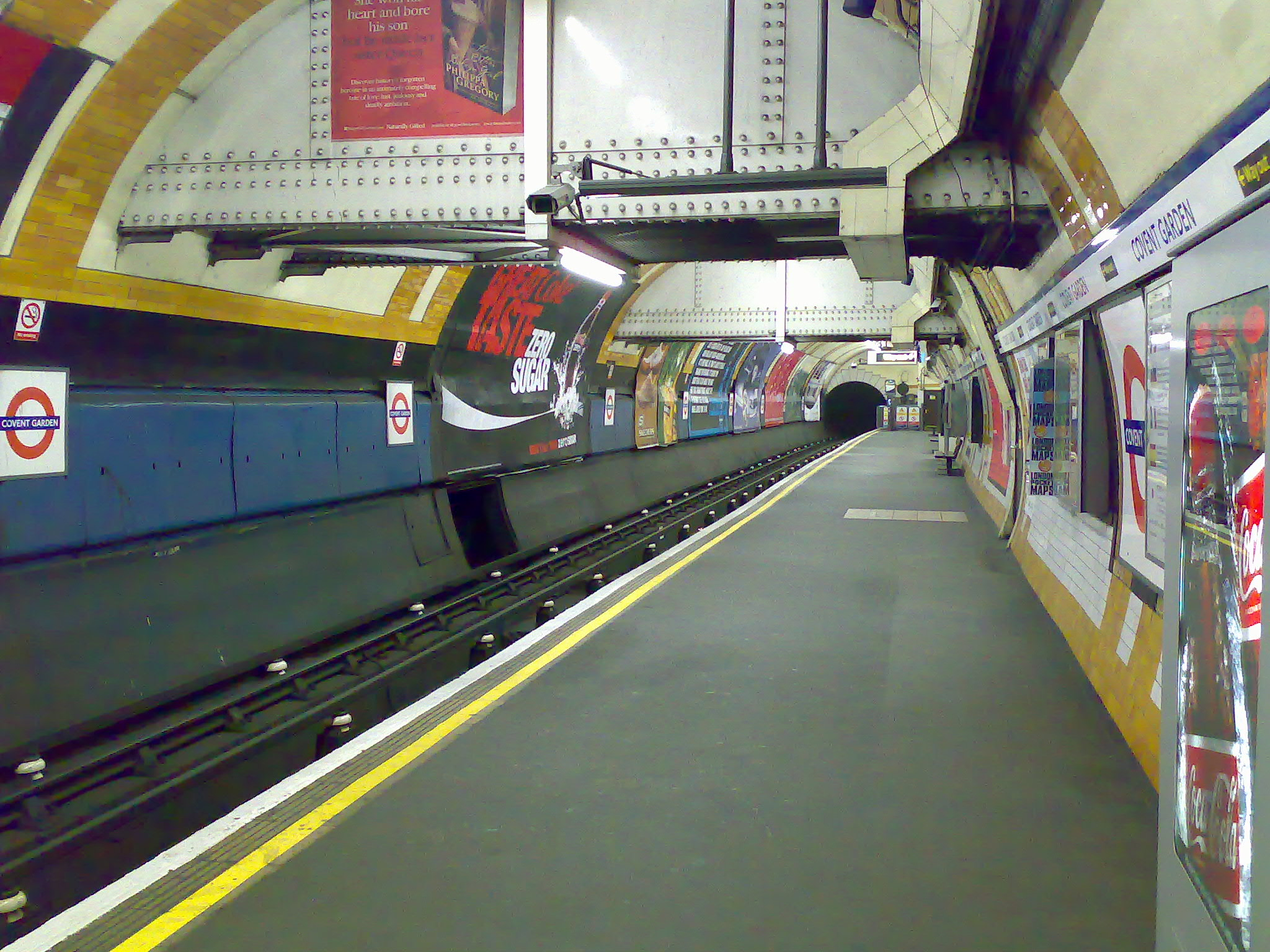
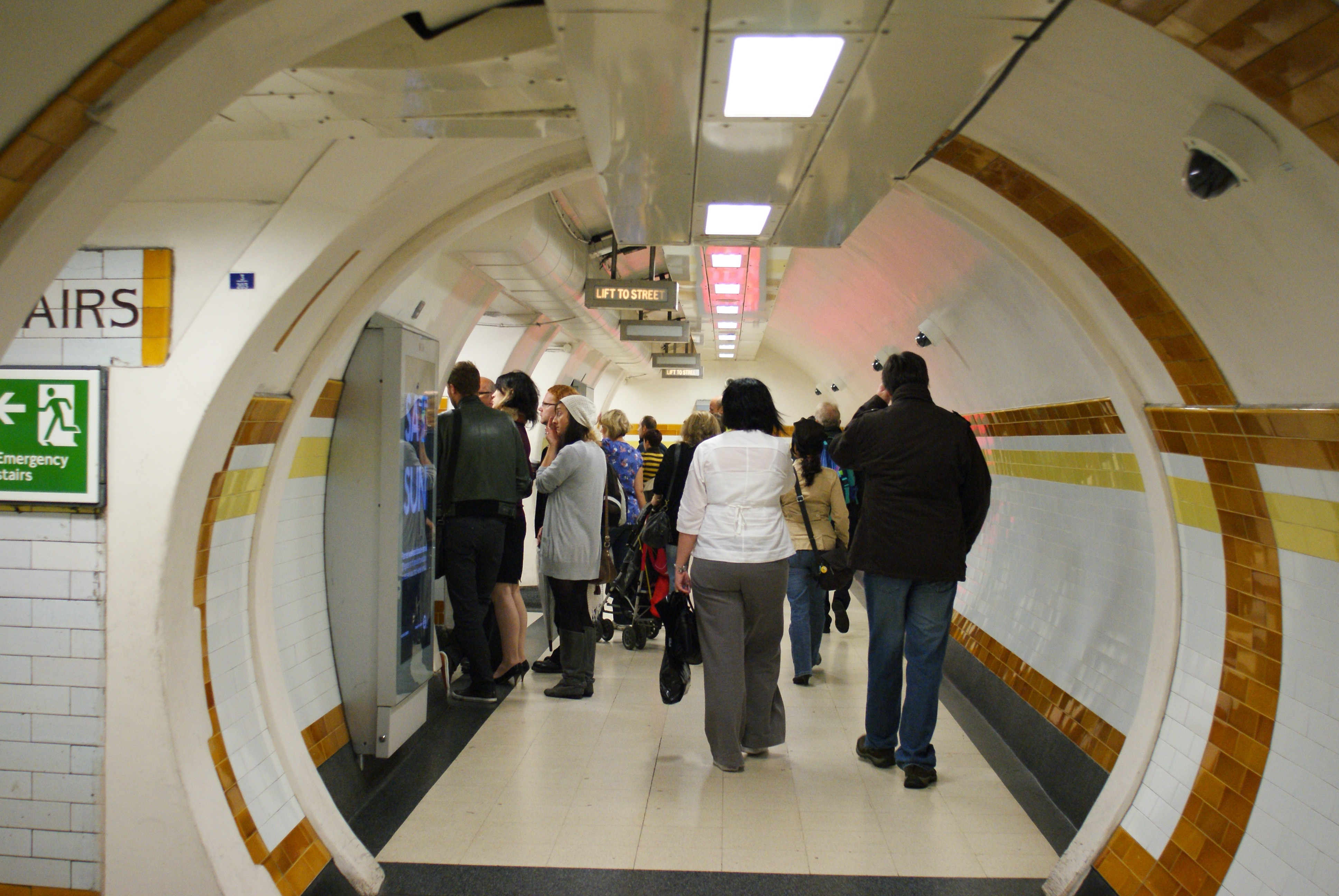